# Bankomat
Bankomat oz. bančni avtomat je naprava za prikaz in izpis stanja na tekočem računu ter izplačilo denarja. Naprednejši bankomati omogočajo tudi plačilo računov in polog denarja, vgrajena pa imajo tudi zvočna navodila za slepe in slabovidne.